# ’Tis the Damn Season
«’Tis the Damn Season» (с англ. — «Это проклятый сезон»; стилизовано строчными буквами) — песня американской певицы Тейлор Свифт. Вышла 11 декабря 2020 года на лейбле Republic Records в качестве четвёртого трека девятого студийного альбома Evermore. Песня была написана Свифт и Аароном Десснером, а спродюсирована Десснером.
В музыкальном отношении «’Tis the Damn Season» — это рождественская песня, которая отказывается от традиционного праздничного значения в пользу меланхолической атмосферы. В ней рассказывается о судьбе женщины по имени Доротея, которая приезжает в свой родной город Тьюпело, штат Миссисипи, и встречает своего бывшего возлюбленного, зная, что возобновившиеся отношения неизбежно закончатся. Это ветреная альтернативная рок-песня, инструменталами в которой служат риффы электрогитары, переплетенные с минимально запрограммированными ударными, в сопровождении скрипки, тромбона и органов. Песня «’Tis the Damn Season» является аналогом трека «Dorothea», который представляет точку зрения бывшего любовника, обращенную к титульному персонажу.

## История
Десснер написал музыку к песне «’Tis the Damn Season» за несколько лет до Evermore и описал её как одну из своих любимых работ. Он сравнил предысторию и процесс создания песни с «Peace» из альбома Folklore и рассказал, что песня могла бы остаться инструментальной, но «кто-то с невероятными способностями [Свифт] к рассказыванию историй и музыкальными способностями взял её и сделал нечто гораздо большее».
«Dorothea» это восьмой трек альбома, написан с точки зрения безымянного рассказчика. Лирические видеоклипы на каждую песню альбома были опубликованы на канале Свифт в YouTube; «’Tis the Damn Season» набрала более 12 миллиона просмотров по состоянию на октябрь 2023 года.

## Композиция
«’Tis the Damn Season» — это минималистичная, ностальгическая, альтернативная рок-песня, которая переиначивает традиционные рождественские баллады. Песня написана в тональности фа мажор с умеренно быстрым темпом 146 ударов в минуту. Вокал Свифт звучит от C3 до A4. «’Tis the Damn Season» построена на «ледяной», вихревой электрогитаре, минималистичном программировании ударных, синкопированной и редкой перкуссии.
Лирически она написана с точки зрения женщины по имени Доротея, голливудской актрисы, которая возвращается в свой родной город Тьюпело, штат Миссисипи, чтобы навестить свою семью на уик-энд Дня благодарения.
Доротея встречает неназванного бывшего любовника и в итоге неохотно вступает в «мимолетные, но интимные» отношения с кем-то из своей юности и оказывается вместе в постели, несмотря на то, что знает, что ей неизбежно придется снова отказаться от их отношений.
Подобно «Cardigan», «August» и «Betty» на Folklore, песня является частью серии песен, написанных с разных точек зрения на одни и те же романтические отношения; «Dorothea», восьмой трек на Evermore, написан с точки зрения безымянного рассказчика, который более оптимистично относится к возможности снова встречаться с Доротеей. Доротея с болью вспоминает свою роскошную жизнь в Лос-Анджелесе, ненавидя свою звёздную карьеру в пользу комфорта родного города и безымянного адресата: «Так что я вернусь в Лос-Анджелес и к так называемым друзьям / Которые напишут обо мне книги, если я когда-нибудь добьюсь успеха / И удивлюсь единственной душе / Которая может сказать, какие улыбки я подделываю».
Аарон Десснер исполнил партии акустической гитары, бас-гитары, барабанов, электрогитары и фортепиано; также в песне использовались виолончель, фисгармония, клавишные, тромбон и скрипка.

## Отзывы
Песня «’Tis the Damn Season» получила широкое признание критиков за «довольно трогательную» вариацию на темы традиционной, более жизнерадостной праздничной музыки. В рецензии, опубликованной в Rolling Stone, Бриттани Спанос назвала песню «ностальгическим ударом по нутру», «захватывающей до жути конкретную ностальгию и знакомые беспорядочные разгадки, которые неизбежно сопровождают её». Спанос похвалила «лирические изыски» и более неловкое, менее идеалистическое повествование, отличающее её от традиционных рождественских песен. В рецензии на Evermore Клэр Шаффер, также из Rolling Stone, похвалила сюжетную линию, подробно изложенную с разных сторон в песнях «’Tis the Damn Season» и «Dorothea».
Сэм Содомски из Pitchfork высоко оценил использование Свифт её «многословной» и подробной лирики: «она обращается с электрогитарным каркасом Десснера как с пустой страницей дневника, её заметки выплескиваются на поля, используя каждый дюйм пространства, которое он предлагает, чтобы описать туман на лобовом стекле, грязь на шинах, место парковки у её старой школы». Броди Ланкастер из The Sydney Morning Herald назвал песню эмоционально сильной, подчеркнув «отсылки к ностальгии по пригородам», которые показывают, как Свифт комфортно в её родном городе, несмотря на всемирную известность. Мэдлин Кроун из American Songwriter описала сюжетную линию в «’Tis the Damn Season» как «слишком знакомый рассказ о ночи перед Днем благодарения».

## Участники записи
По данным сервиса Tidal.
- Тейлор Свифт — вокал, сочинение песен
- Аарон Десснер — написание песен, продюсирование, запись, акустическая гитара, бас, драм-машина, электрогитара, фортепиано, синтезатор
- Кларис Йенсен — виолончель
- Ник Ллойд — Орган Хаммонда (Hammond B3)
- Джош Кауфман — фисгармония, гитара
- Бенджамин Ланц — аранжировщик валторны, тромбон
- Томас Бартлетт — клавишные, синтезатор
- Грег Калби — мастеринг
- Стив Фэллон — мастеринг
- Джонатан Лоу — сведение, запись, звукоинженер по вокалу
- Юки Нумата Резник — скрипка

## Чарты
| Чарт (2020—2021)                             | Высшая позиция |
| -------------------------------------------- | -------------- |
| Австралия (ARIA)                             | 24             |
| Канада (Billboard Canadian Hot 100)          | 13             |
| Мир (Billboard Global 200)                   | 23             |
| Португалия (AFP)                             | 101            |
| Великобритания (UK Streaming Chart)          | 52             |
| США (Billboard Hot 100)                      | 39             |
| США (Billboard Hot Rock & Alternative Songs) | 6              |
| США (Rolling Stone Top 100)                  | 13             |

| Чарт (2021)                                   | Позиция |
| --------------------------------------------- | ------- |
| США (Hot Rock & Alternative Songs, Billboard) | 43      |